# Кајсери (вилајет)
Кајсери (тур. Kayseri ili) је вилајет у Турској. Популација вилајета износи 25.066 становника. Административни центар вилајета је град Кајсери.